# Jean Claude
Jean Claude (1619 – 13 de enero de 1687) fue un protestante francés.

## Biografía
Nació en La Sauvetat-du-Dropt, cerca de Agen. Después de estudiar en Montauban, Jean Claude ingresó al ministerio en 1645. Durante ocho años fue profesor de teología en el colegio protestante de Nîmes; pero en 1661, tras oponerse con éxito a un plan para reunir católicos y protestantes, se le prohibió predicar en el Bajo Languedoc. En 1662 obtuvo un cargo en Montauban similar al que había perdido, pero cuatro años más tarde también fue destituido de allí. Luego se convirtió en pastor en Charenton, cerca de París, donde se involucró en controversias con Pierre Nicole (Réponse aux deux traités intitulés la perpétuité de la foi, 1665), Antoine Arnauld (Réponse au livre de M. Arnauld, 1670) y Jacques-Bénigne Bossuet (Réponse au livre de M. l'évêque de Meaux, 1683).
Tras la revocación del edicto de Nantes en 1685, Jean Claude huyó a los Países Bajos, donde recibió una pensión del estatúder Guillermo de Orange, quien lo encargó de escribir un relato sobre los hugonotes perseguidos (Plaintes des protestants cruellement opprimés dans le royaume de France, 1686). El libro fue traducido al inglés, pero por orden de Jacobo II de Inglaterra, tanto la traducción como el original fueron públicamente quemados por el verdugo el 5 de mayo de 1686, por contener "expresiones escandalosas hacia Su Majestad el rey de Francia".
Entre otras obras de Jean Claude se encuentran Réponse au livre de P. Nouet sur l'eucharistie (1668) y Œuvres posthumes (Ámsterdam, 1688), que contiene el Traité de la composition d'un sermon, traducido al inglés en 1778.

## Obras
- Antoine Arnauld, Respuesta general al nuevo libro del Sr. Claude, nueva edición, en la Viuda de Charles Savreux, 1704.
- Jean Claude, Respuesta a los dos tratados titulados la perpetuidad de la fe de la Iglesia católica con respecto a la Eucaristía, 1665 (publicado en 1667).
- Jean Claude, Respuesta al libro del Padre Nouet, jesuita, sobre el tema del Santísimo Sacramento de la Eucaristía, dividida en seis partes, Ámsterdam, Raphaël Smith, 1668.
- Jean Claude, Tratado sobre la Eucaristía: conteniendo una respuesta al libro del Padre Nouët, jesuita, titulado La presencia de Jesucristo en el Santísimo Sacramento, como respuesta al ministro que escribió contra la perpetuidad de la fe, Ginebra, 1669.
- Jean Claude, Respuesta al libro del Sr. Arnauld titulado la Perpetuidad de la Fe con respecto a la Eucaristía defendida, parte I, 1670, parte II, 1671.
- Jean Claude, Los lamentos de los protestantes cruelmente oprimidos en el reino de Francia, Colonia, Pierre Marteau, 1686.
- Jean Claude, Cuadro de la persecución de los protestantes bajo el reinado de Luis XIV, Marsella, Imprenta de Sénès, 1857.
- Alexandre Rodolphe Vinet, Historia de la predicación entre los reformados de Francia en el siglo XVII, París: en las editoriales, 1860, pp.303-349.